# Beda Kleinschmidt

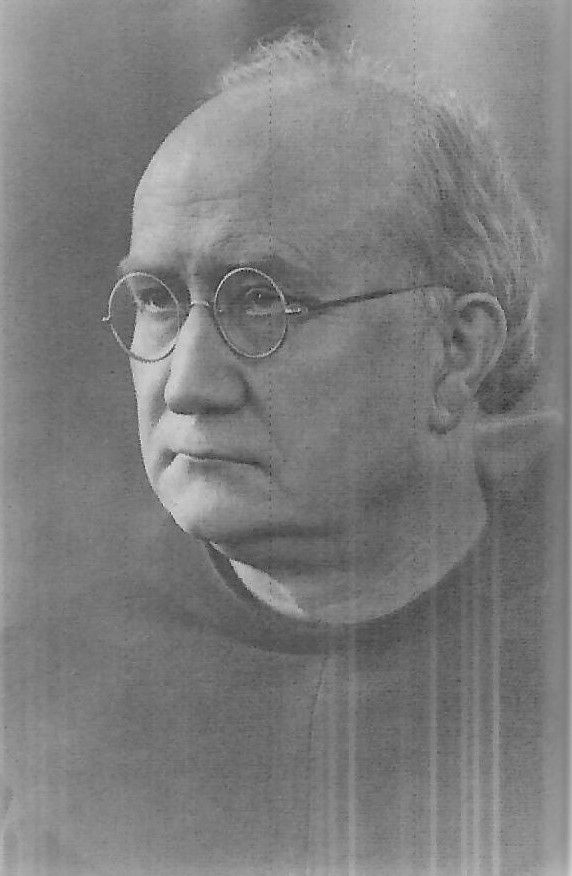
Beda Kleinschmidt

Beda Kleinschmidt OFM (* 12. Oktober 1867 in Brakel als Julius Theodor Kleinschmidt; † 7. März 1932 in Paderborn) war ein deutscher Franziskaner, Kirchen- und Kunsthistoriker.

## Leben

### 1867–1915
Julius Theodor Kleinschmidt wurde als siebtes von zwölf Kindern des Klempnermeisters Ferdinand Kleinschmidt (* 22. Februar 1829 in Brakel, † im Juli 1876) und seiner Frau Gertrud geb. Robrecht (* 6. Dezember 1839 in Nieheim) geboren und am 17. Oktober 1867 in der Pfarrkirche St. Michael in Brakel getauft. Nach dem Besuch der Volksschule konnte Julius Kleinschmidt die Lateinschule in Brakel besuchen und wechselte zu Ostern 1884 auf das Gymnasium Theodorianum in Paderborn, wo er in die Obertertia aufgenommen wurde und im Knabenseminar Liborianum wohnte.
Am 14. Januar 1888 trat er in die Sächsische Franziskanerprovinz vom Heiligen Kreuz (Saxonia) ein und erhielt den Ordensnamen Beda. Das Noviziat durchlief er in Harreveld bei Lichtenvoorde (Niederlande), es schloss sich das Studium der Philosophie und Theologie an den Studienhäusern der Ordensprovinz in Düsseldorf und Paderborn an. Am 8. August 1892 empfing Beda Kleinschmidt im Paderborner Dom die Priesterweihe durch Bischof Hubertus Simar. Anschließend war er mehrere Jahre als Lehrer an den Gymnasien der Saxonia in Dorsten, Düsseldorf und Wiedenbrück und als Lektor für Rhetorik an den dortigen Provinzstudienhäusern tätig. In Düsseldorf war er ab 1896 auch Bibliothekar und Magister der Theologiestudenten, von 1899 bis 1902 wirkte er in gleicher Funktion in Wiedenbrück. Er schrieb regelmäßig Rezensionen aus der Kunst- und Literaturgeschichte für zahlreiche Zeitschriften wie den Literarischen Handweiser, Pastor bonus, die Theologische Revue die Franziskanischen Studien und andere; auf diese Weise trug er eine Bibliothek mit rund 3000 Bänden an aktueller Fachliteratur zusammen. Gelegentlich veröffentlichte er unter dem Pseudonym B. L. KL. Schmidt. Ab 1903 war er für zwei Jahre Lektor für Theologie an der Ordenshochschule in Paderborn, da er sich neben seiner Lehrtätigkeit autodidaktisch wissenschaftlich weitergebildet hatte. 1905 übernahm er als Rektor die Leitung des Internats in Harreveld und erreichte bei der Provinzleitung, dass das Kolleg wegen des schlechten Bauzustandes als Kolleg St. Ludwig nach Vlodrop in der niederländischen Provinz Limburg verlegt wurde.
In dieser Zeit betrieb er außerdem liturgiegeschichtliche Studien und historische Studien zur christlichen Kunst, unter anderem bei mehreren Reisen nach Italien – hier vor allem nach Assisi –, nach Belgien, Frankreich und Skandinavien. Neben Aufsätzen in mehreren theologischen und Kunstzeitschriften, etwa über priesterliche Gewänder und liturgisches Gerät, veröffentlichte er 1910 ein Lehrbuch der christlichen Kunstgeschichte und 1915 einen ersten Band zur Grabeskirche des heiligen Franz von Assisi, die Basilika San Francesco in Assisi, dem später zwei weitere Bände folgten. 1911 initiierte er die Herausgabe der Reihe Monographien zur Geschichte der christlichen Kunst, 1914 begründete er die Zeitschrift Franziskanische Studien. Als er 1911 als Guardian in das Kloster auf dem Kreuzberg in Bonn versetzt wurde, nahm er bald die gründliche Renovierung der dortigen Kirche in Angriff und erneuerte den Wallfahrtsweg von Endenich auf den Kreuzberg sowie die Verehrung der Mater Dolorosa.
P. Beda wirkte darauf hin, dass die Zahl der Promotionen von Franziskanern der Sächsischen Provinz an staatlichen Hochschulen zunahm; von 1911 bis 1918 erreichten 16 Provinzangehörige den Doktortitel. Er selbst hatte nie an einer Universität studiert, bekam aber am 18. Juni 1915 aufgrund seiner Veröffentlichungen den Doktortitel der Theologischen Fakultät der Albert-Ludwigs-Universität Freiburg verliehen.

### Provinzial derSaxonia
Auf dem Provinzkapitel in Paderborn am 11. August 1915 und erneut am 22. August 1918 wurde Beda Kleinschmidt für drei Jahre zum Provinzialminister der Saxonia gewählt. Er wohnte im Kloster in Düsseldorf, dem Sitz der Provinzleitung. Die Hälfte der Provinzmitglieder war zum Kriegsdienst eingezogen, in den Klöstern herrschte Personalmangel in der Seelsorge und in der Hauswirtschaft. Mit den eingezogenen Brüdern hielt die Provinz durch einen Rundbrief Kontakt, der ab 1914 erschien und von 14 Folgen einer „Kleinen Kriegszeitung“ abgelöst wurde; daraus wurde ab 1918 die Provinzzeitung „Mitteilungen aus der Provinz“ (von 1920 bis 1996 „Vita Seraphica“). Pater Beda besuchte verwundete Provinzangehörige in den Lazaretten in Charleroi und Antwerpen und kam dabei auch zu kriegsgeschichtlichen Stätten in Belgien. Zu Weihnachten 1916 rief er die Brüder im Militärdienst „zu Opfern aus Liebe zu Gott, aber auch aus Liebe zum 'hartbedrängten Vaterland' auf“. Als Provinzial wurde ihm, stellvertretend für die Brüder der Saxonia, am 1. Februar 1918 die Rote-Kreuz Medaille für die von den Franziskanern geleistete Hilfe im Sanitätsdienst während des Krieges verliehen, am 6. Juli 1918 erhielt er das Brustkreuz des Malteser-Ritterordens.
Die doppelte Beanspruchung durch seine Leitungsämter im Orden, vor allem während der Kriegsjahre, und die wissenschaftliche Betätigung führten zur Überbelastung und zu starken gesundheitlichen Problemen, so dass er am 10. Februar 1919 aus gesundheitlichen Gründen den Definitor P. Lukas Koch als Provinzvikar mit seiner Vertretung als Provinzial beauftragte und sich ins Kloster in Paderborn zurückzog. Am 25. Oktober 1921 wurde dann P. Raimund Dreiling zum Provinzialminister gewählt.

### 1919–1932

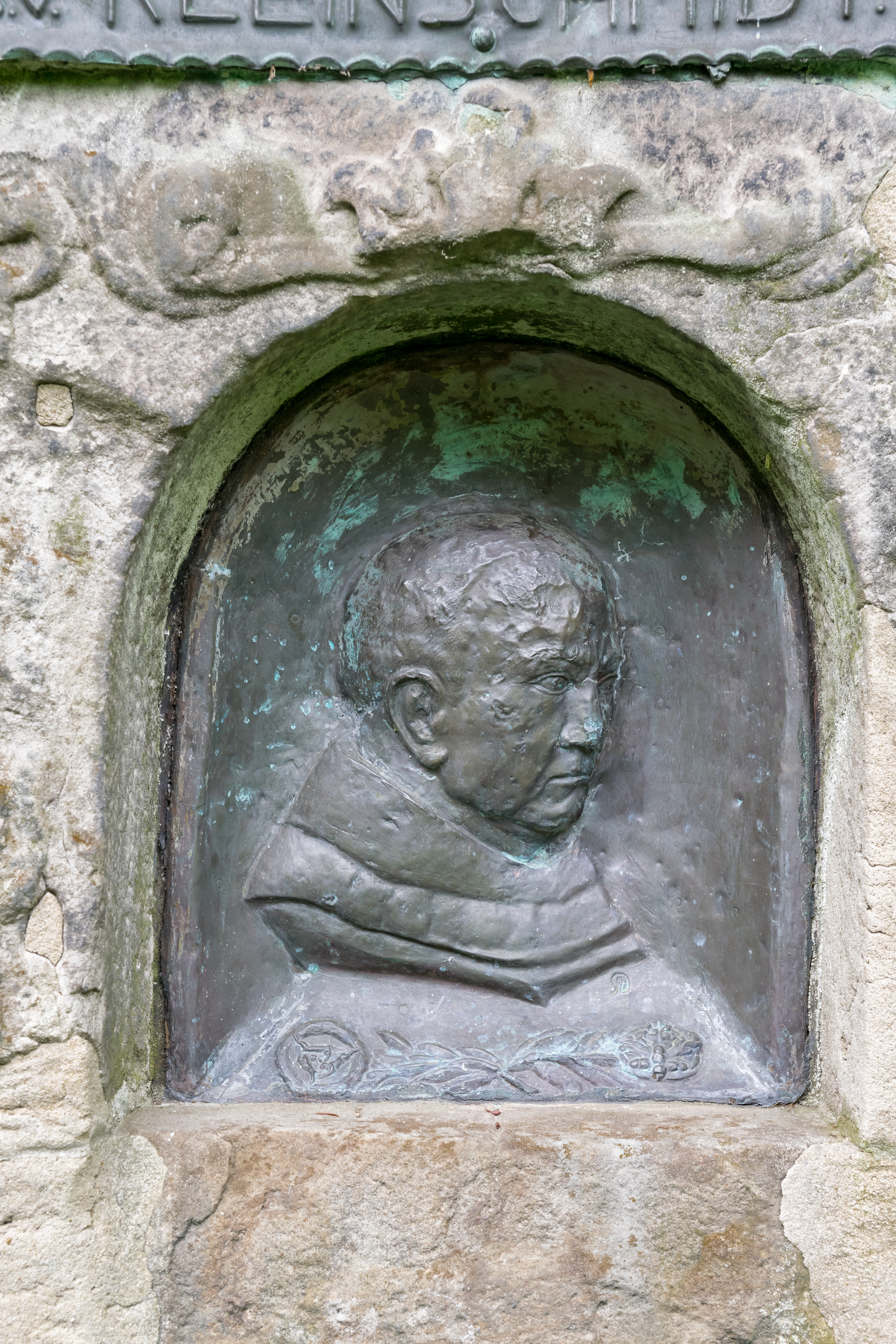
Relief Beda Kleinschmidts am „Bedastein“

Nach seiner allmählichen Gesundung und ohne Leitungsverantwortung nahm Beda Kleinschmidt seine Reisetätigkeit zu Studienzwecken wieder auf, die er durch seine Schriften, Predigten und durch Spenden finanzierte. Er reiste nach Spanien und Portugal, nach Israel und nach Nordamerika, was ihn auch zu Veröffentlichungen über das „Auslandsdeutschtum“ sowie die katholische Mission in Übersee veranlasste. In zahlreichen katholischen Tages- und Wochenzeitungen erschienen seine Reiseeindrücke. Ab 1925 lehrte er an der Hochschule seines Ordens in Paderborn abendländische und ostasiatische Kunst sowie Liturgik. Auch brachte er zwei weitere Bände zur Kirche San Francesco in Assisi heraus. Die Zahl seiner wissenschaftlichen Artikel in Fachzeitschriften liegt bei etwa 170. Von 1925 bis zu seinem Tod war er an Sonn- und Feiertagen als Seelsorger in Kempenfeldrom tätig, wo er der „Eggepater“ genannt wurde. Er starb nach einer Lungenentzündung am 7. März 1932 im Landeshospital in Paderborn.

## Ehrungen
- Im Juli 1930 wurde er Ehrenbürger seiner Heimatstadt Brakel.
- Seit 1948 ist an einem Bildstock am Wanderweg „Eggeweg“ eine Gedenktafel für den „Eggepater“ Beda angebracht; P. Beda hatte diesen barocken Gedenkstein, heute „Bedastein“ genannt, bei einer Wanderung entdeckt.[9]

## Schriften
- Lehrbuch der christlichen Kunstgeschichte. Schöningh. Paderborn 1910.
- Die Basilika San Francesco in Assisi. Verlag für Kunstwissenschaft, Berlin 1915 (1. Band), 1926 (2. Band), 1928 (3. Band).
- Mein Marienpsalter. Laumann, Dülmen 1925.
- Geschichte der christlichen Kunst. 2., vermehrte Auflage, Schöningh, Paderborn 1926.
- Das Auslandsdeutschtum in Übersee und die Katholische Missionsbewegung mit besonderer Berücksichtigung von Deutschland und Österreich von 1875 bis 1925. Aschendorff, Münster 1926.
- Franziskus und sein Werk I. Maria und Franziskus in Kunst und Geschichte. Schwann, Düsseldorf 1926.
- Monographien zur christlichen Kunst II. St. Franziskus. B. Kühlen, Mönchengladbach 1911.
- Meine Spanienfahrten. Franziskusdruckerei, Werl 1927.
- Meine Wander- und Pilgerfahrten in Spanien. Aschendorff, Münster 1929.
- Auslandsdeutschtum und Kirche. Ein Hand- und Nachschlagebuch auf geschichtlich-statistischer Grundlage. 1. Band: Grundlegung. Europäisches Auslanddeutschtum. 2. Band: Die Auslanddeutschen in Übersee. Aschendorff, Münster 1930.
- Die heilige Anna. Ihre Verehrung in Geschichte, Kunst und Volkstum. L. Schwann, Düsseldorf 1930.
- Antonius von Padua – in Leben und Kunst, Kultur und Volkstum. Schwann, Düsseldorf 1931.